# Campos de Roca II
Campos de Roca II es otro de los muchos barrios privados del Partido de Brandsen, Provincia de Buenos Aires, Argentina. Mientras que el Campos de Roca I está basado en la vieja estancia histórica, este nuevo barrio es un proyecto complementario.
El barrio está atravesado por el arroyo Abascay, y se proyectaron dos lagunas. El total de la superficie es de 230 hectáreas, formando junto al Campos de Roca I un área triangular de 500 hectáreas.